# Rudolph Ernst

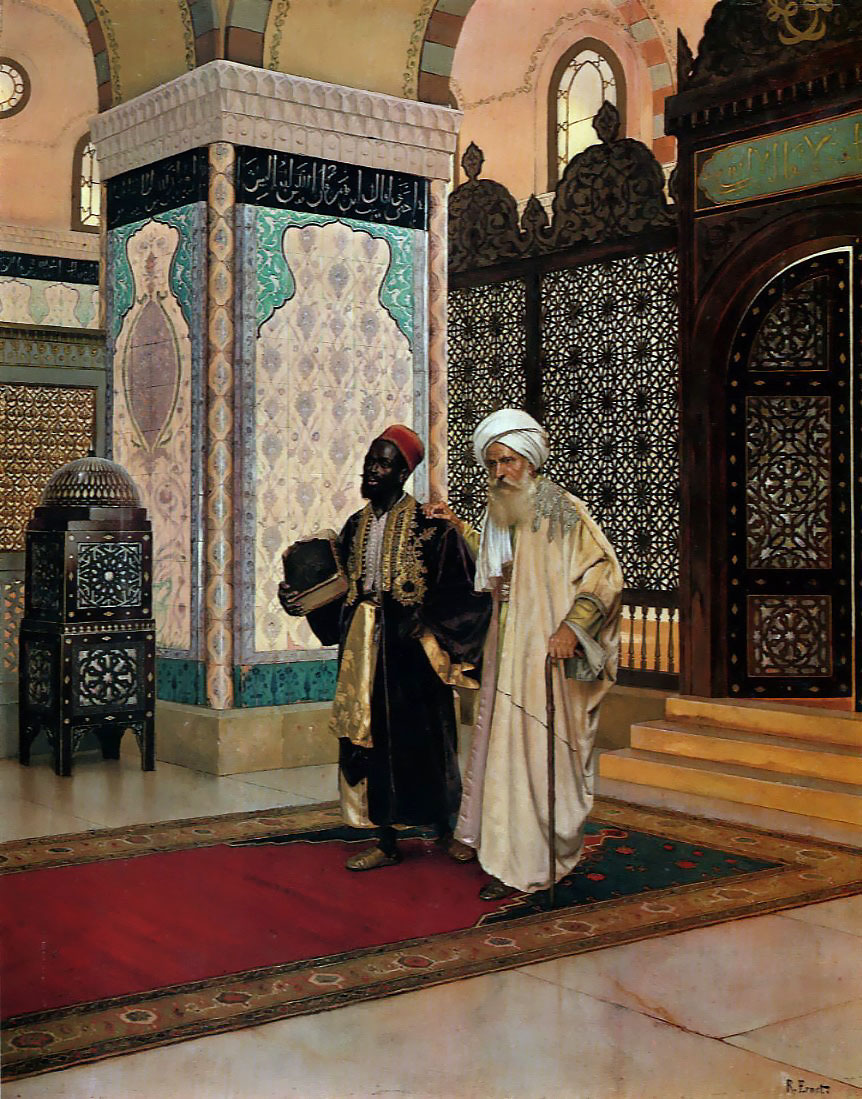
Después de la plegaria, óleo sobre lienzo, colección particular

Rudolph Ernst (Viena, 14 de febrero de 1854 - Fontenay-aux-Roses, 19 de febrero de 1932) fue un pintor orientalista austriaco de nacimiento y francés de adopción. 
Ingresó en la Academia de Bellas Artes de Viena a los 15 años, continuando sus estudios en Roma, donde se interesó por la representación de paisajes románticos italianos y figuras de inspiración clásica. 
Posteriormente se instaló en París, donde se entró en contacto con los artistas germanos Ludwig Deutsch y Johann Discart. En París, en un primer momento, se dedicó a pintar escenas de género, pero a partir del 1885 se inclinó por la pintura orientalista, ámbito éste en el cual alcanzó gran fama como artista. Ese mismo año emprendió un intenso viaje por Oriente medio, y, posteriormente visitó también Marruecos, España y Turquía. En 1877 expuso por primera vez en el Salón de los Artistas Franceses, en París. 
Hasta el final de su carrera continuó su exitosa producción de obras orientalistas, y llegó a gozar de gran fama en vida. 
Su obra está representada en diferentes colecciones internacionales, tales como el Dahesh Museum of Art de Nueva York, la Tate de Londres, el Fine Arts Museum de San Francisco, el Musée des Beaux Arts de Nantes, la Österreichische Galerie Belvedere de Viena y la Vienna Academy of Fine Arts.